# 二次冷媒
二次冷媒（にじれいばい。secondary refrigerant）とは、冷媒の一種。一次冷媒によって得られた冷水やブラインのことで、間接冷凍方式において、冷媒と被冷却物との間で熱輸送を行う、いわゆる冷媒の助手としてはたらく二次的媒体である。 